# Polypedilum luteopedis
Polypedilum luteopedis är en tvåvingeart som beskrevs av James E. Sublette och Sasa 1994. Polypedilum luteopedis ingår i släktet Polypedilum och familjen fjädermyggor.
Artens utbredningsområde är Guatemala. Inga underarter finns listade i Catalogue of Life.